# Longquan (sockenhuvudort i Kina, Zhejiang Sheng, lat 30,87, long 120,10)
Longquan är en sockenhuvudort i Kina. Den ligger i provinsen Zhejiang, i den östra delen av landet, omkring 69 kilometer norr om provinshuvudstaden Hangzhou. Antalet invånare är 62 788. Befolkningen består av 34 212 kvinnor och 28 576 män. Barn under 15 år utgör 8,0 %, vuxna 15-64 år 83 %, och äldre över 65 år 7,0 %.
Runt Longquan är det tätbefolkat, med 947 invånare per kvadratkilometer. Närmaste större samhälle är Zhili, 14,6 km öster om Longquan. Runt Longquan är det i huvudsak tätbebyggt.
Genomsnittlig årsnederbörd är 1 675 millimeter. Den regnigaste månaden är juni, med i genomsnitt 253 mm nederbörd, och den torraste är november, med 62 mm nederbörd.